# Аранділья-дель-Арройо
Аранділья-дель-Арройо (ісп. Arandilla del Arroyo) — муніципалітет в Іспанії, у складі автономної спільноти Кастилія-Ла-Манча, у провінції Куенка. Населення — 25 осіб (2010).
Муніципалітет розташований на відстані близько 110 км на схід від Мадрида, 55 км на північний захід від Куенки.

## Демографія
Динаміка населення (INE ):